# زنگ برگی گندم
زنگ برگی گندم (نام علمی: Puccinia triticina)، نام یک گونه از راسته زنگار است.
زنگ برگ یک بیماری جدی گندم، چاودار، تریتیکاله و بسیاری از گندمیان است که توسط قارچ Puccinia recondita ایجاد می‌شود. پاتوژن روی جو، قدرت پارازیتی ضعیفی دارد، اما یولاف را آلوده نمی‌کند. گونه دیگری از قارچ به نام P.hordei وجود دارد که اغلب به جو حمله می‌کند. علائم بیماری به صورت جوشهای بیضی شکل کوچک و پراکنده با رنگ سیاه متمایل به قرمز، در سطح پهنک و روی غلاف برگ ظاهر می‌شود.
بر خلاف زنگ ساقه گندم، توده یوریدیوسپور بیشتر در بافت میزبان فرومی‌رود و باعث از هم پاشیدن روپوست (اپیدرم) نمی‌شود. یوریدیوسپورهای Puccinia recondita قرمز پرتقالی تا سیاه مایل به قرمز، خاردار، کروی و معمولاً به قطر ۲۸–۲۰ میکرون هستند. تلیوسپورها سیاه مایل به قهوه‌ای، دو سلولی با دیواره ضخیم هستند. قسمت انتهایی اسپور ممکن است گرد یا پهن باشد. تلیا در طول مراحل نهایی رشد گیاه به صورت جوش‌هایی روی غلاف برگ‌ها یا در سطح پهنک برگ به وجود می‌آیند. تلیوسپورها در بافت برگ باقی می‌مانند و به وسیله اپیدرم پوشیده می‌شوند. گونه‌های جنس‌های تالیکتروم و انچوسا Thalictrum وAnchusa، به عنوان میزبان‌های واسط پوکسینیا رکوندیتا معرفی شده‌اند و وجود آن‌ها در بعضی از مناطق اروپا گزارش شده‌است، اما در ایجاد نژاد جدید این قارچ نقشی ندارند. در مناطق معتدل، پاتوژن از سالی به سال دیگر به صورت میسلیوم یا مناطق گرم نیز تابستان‌گذرانی قارچ در ارتفاعات بلند و در مناطق خنک‌تر انجام می‌شود. زنگ برگ با استفاده از ارقام مقاوم غلات یا کشت مولتی لاین به‌خوبی کنترل می‌شود.

## کنترل زنگ قهوه‌ای گندم
قارچ‌کش‌هایی مثل تریادیمفون (بایلتون) وبوتریزول (ایندار) در کنترل زنگ قهوه‌ای مؤثر هستند و در صورت وجود اپیدمی، مصرف آن‌ها اقتصادی است.
سایپروکونازول (آلتو) SL 10% نیم لیتر در هکتار)
تیوکونازول (فولیکور) EW 25% یک لیتر در هکتار)
فلوتریافول (ایمپکت) SC 12.5% یک لیتر در هکتار)
پروپیکونازول (تیلت) EC 25% نیم لیتر در هکتار).